# Amphinomos
Ne doit pas être confondu avec Amphinomos et Anapias.
Dans la mythologie grecque, Amphinomos (en grec ancien Ἀμφίνομος) est le fils de Nisos et petit-fils d'Arétès, nobles de l'île de Doulichion et l'un des prétendants de Pénélope, considéré comme le plus sage et le plus beau. C'est lui qui fait rappeler les éclaireurs et vigies en embuscade, après avoir déjà demandé de renoncer au complot détourné par Télémaque à son retour de Pylos ou au moins d'attendre un message favorable des Dieux pour agir. Malgré l'avertissement d'Ulysse, il a été contraint par Athéna de rester. Il a été tué par Télémaque, qui lui plante sa lance dans le dos au cours du massacre des prétendants.

## Source
- Homère, Odyssée [détail des éditions] [lire en ligne], XVI ; XVII, 351-357 ; XVIII, 395, 412 ; XX, 244 ; XXII, 89.